# 唐麦·贡桑德吉
唐麦·贡桑德吉（藏語：ཐང་སྨད་ཀུན་བཟང་བདེ་སྐྱིད，威利转写：thang smad kun bzang bde skyid，？—）女，藏族，西藏拉萨人，中华人民共和国政治人物。

## 生平
唐麦·贡桑德吉是中国人民银行拉萨中心支行清算中心科长。2013年，唐麦·贡桑德吉出任西藏自治区第十届政协委员，属于少数民族界。2013年1月，在西藏自治区政协十届一次会议期间，唐麦·贡桑德吉接受采访时表示，“每个人对幸福有不同的理解，在我看来，幸福就是学会满足和感恩。只要自己感觉到幸福就好。” 